# Phymechinus
Phymechinus is een geslacht van uitgestorven zee-egels uit de familie Stomopneustidae.

## Soorten
- Phymechinus mirabilis (Agassiz, in Agassiz & Desor, 1846) † Oxfordien, Europa.
- Phymechinus jauberti (Cotteau, 1863) † Bajocien-Bathonien, Frankrijk.
- Phymechinus lamberti Savin † Valanginien, Frankrijk.
- Phymechinus cretaceus (Schluter, 1870) † Laat-Senonien, Duitsland.
- Phymechinus kunckeli (Cotteau, 1888) † Campanien, Algerije.
- Phymechinus perplexus Smith, 1995 † Maastrichtien, Verenigde Arabische Emiraten.